# Pelecinidae
I Pelecinidi (Pelecinidae) sono una famiglia di imenotteri vespoidei.

## Distribuzione e habitat
La famiglia Pelecinidae è presente nel Nuovo Mondo

## Tassonomia
Comprende due sottofamiglie composte da 16 generi di cui solo uno vivente:
- Sottofamiglia Pelecininae
  - Pelecinus Latreille, 1800
  - Henopelecinus †
  - Pelecinopteron †
  - Protopelecinus †
  - Shoushida †
- Sottofamiglia Iscopininae
  - Abropelecinus †
  - Allopelecinus †
  - Archaeopelecinus †
  - Azygopelecinus †
  - Cathaypelecinus †
  - Eopelecinus †
  - Iscopinus †
  - Megapelecinus †
  - Praescopinus †
  - Scorpiopelecinus †
  - Sinopelecinus †